# Wilhelm Jättnig
George Friedrich Wilhelm Jättnig (* 25. April 1806 in Berlin; † 17. November 1842 ebenda) war ein deutscher Kupferstecher.
Wilhelm Jättnig war der jüngste Sohn des Kupferstechers Carl Jättnig und dessen Ehefrau Anna Maria geb. Goetz (um 1767–1845). Er wurde, wie seine Brüder Ferdinand und Carl, Kupferstecher. Er arbeitete als Stecher an Daniel Gottlob Reymanns monumentalem Werk Topographische Special-Karten von Deutschland. Nach Reymanns Tod wurde das Projekt an Heinrich Karl Wilhelm Berghaus übergeben. Jättnig arbeitete daran mit Berghaus weiter, sowie an dessen Atlas von Asien. 1839 stach er eine Erdkarte zur Ubersicht der Vertheilung des Starren und Flussigen für die Geographische Kunstschule. Er starb im Alter von nur 36 Jahren.